# Коквитлам
Коквитлам (енгл. Coquitlam) је град у Канади у покрајини Британска Колумбија. Према резултатима пописа 2011. у граду је живело 126.456 становника. Саставни је део Метро Ванкувера.

## Становништво
Према резултатима пописа становништва из 2011. у граду је живело 126.456 становника, што је за 10,4% више у односу на попис из 2006. када је регистровано 114.565 житеља.
| 2006.   | 2011.   | 2016.   |
| ------- | ------- | ------- |
| 114.565 | 126.456 | 139.284 |